# Haemalea delotaria
Haemalea delotaria är en fjärilsart som beskrevs av Jacob Hübner 1822. Haemalea delotaria ingår i släktet Haemalea och familjen mätare. Inga underarter finns listade i Catalogue of Life.